# Бруно Латур
Бруно Латур (на френски: Bruno Latour, 22 юни 1947, Бон, Бургундия, Франция) е френски изследовател на науката, философ и социолог.
От 1982 до 2006 г. кариерата му се свързва с Висшето училище по минно дело в Париж, където преподава и откъдето ръководи многобройни проекти. През следващите десет години е професор в Институтa за политически науки (Париж) и остава там като емеритус до края на живота си. Автор е на няколко десетки монографични трудове, между които Никога не сме били модерни и Реасемблиране на социалното. Възгледите на Латур първоначално са определяни като краен социален конструктивизъм, за което често са били критикувани.
Впоследствие неговият социологизъм добива известна популярност като теория на агента мрежа.
Разбиранията на Латур се отличават от доминиращите англосаксонски постановки като остават в продължение на френската епистемологическа традиция, изхождайки от идеи, предложени от Габриел Тард, Гастон Башлар и Мишел Сер. Около 2010 г. той се ориентира към екологическата тематика, като възприема мотива за Гайа, популяризиран от Джеймс Лавлок.
През 2007 г. името на Бруно Латур се нарежда между десетте най-цитирани изследователи в хуманитарните дисциплини.

## Биография
В книгата си Où atterrir Бруно Латур сам разказва за произхода си от семейство на бургундски търговци на вино. Открива философията през последната си година в гимназията и това е любов от пръв поглед. Млад студент католик, той е активен член на Християнската студентска младеж и силно повлиян от Шарл Пеги. През 1975 г. в университета в Тур защитава дисертация по теология, озаглавена „Екзегеза и онтология: анализ на текстове за Възкресението“ под ръководството на Клод Брюер.
В края на 70-те години става асистент на Жан-Жак Саломон в Националната консерватория за изкуства и занаяти, преди да бъде назначен във Висшето училище по минно дело, където остава на поста от 1982 до 2006 г. През септември 2006 г., в годините на признание и слава, той е избран за професор в Институтa за политически науки, на който става и научен директор през септември 2007 г.
Женен е за музикантката Шантал Латур, с която имат две деца – Клое и Робинзон.

## Признание[3]
- Почетен доктор на университетите в Лозана, Монреал, Гьотеборг, Уoруик, Единбург, Лувен и др.
- Член на Американската академия за изкуства и науки (на английски: American Academy of Arts and Sciences)
- Кавалер в Орден на Почетния легион (2012)
- Офицер с Орден за Заслуги (2017)

## Награди
- 2013: Холбергова награда[9]
- 2014: Награда „Раймон дьо Боер дьо Сен Сюзан“ на Френската академия
- 2016: Награда на Католическата академия на Франция[10]
- Медал на Болонския университет[9]

## Трудове
- (1979) Laboratory Life: The Social Construction of Scientific Facts. фр La Vie de laboratoire. La Production des faits scientifiques (1988)
- (1985) Pasteur. Bataille contre les microbes
- (1991) Nous n'avons jamais été modernes. Essai d'anthropologie symétrique
Никога не сме били модерни. Опит за симетрична антропология. Превод от френски език Доминика Асенова-Янева. София: Критика и хуманизъм, 1994, 160 с. (ISBN 954-587-009-5)
- (1992) Éclaircissements. Cinq entretiens avec Bruno Latour, разговори с Мишел Сер
- (1996) Petites leçons de sociologie des sciences
- (1999) Pandora's Hope: An Essay on the Reality of Science Studies, фр. L'Espoir de Pandore 2001.
- (2002) La Fabrique du droit. Une ethnographie du Conseil d'État
- (2005) Reassembling the social. An introduction to Actor-Network Theory, фр. Changer de société. Refaire de la sociologie 2005
Реасемблиране на социалното, София: Изток-Запад, 2009, 394 с. (ISBN 978-954-321-395-5)
- (2012) Enquêtes sur les modes d'existence: une anthropologie des modernes
- (2015) Face à Gaïa. Huit conférences sur le nouveau régime climatique, Paris: La Découverte
Facing Gaia. 8 Lectures on the New Climatic Regime, Polity Press (2017)
- (2021) Où Suis-je?, 2021, Paris: Ed. de la Découverte, (ISBN 978-2-35925-200-2)
- (2022)  Mémo sur la nouvelle classe écologique,(avec N. Schultz), Paris: Ed. de la Découverte, 95 pages, (ISBN 978-2-3592-5218-7).